# ブールバール

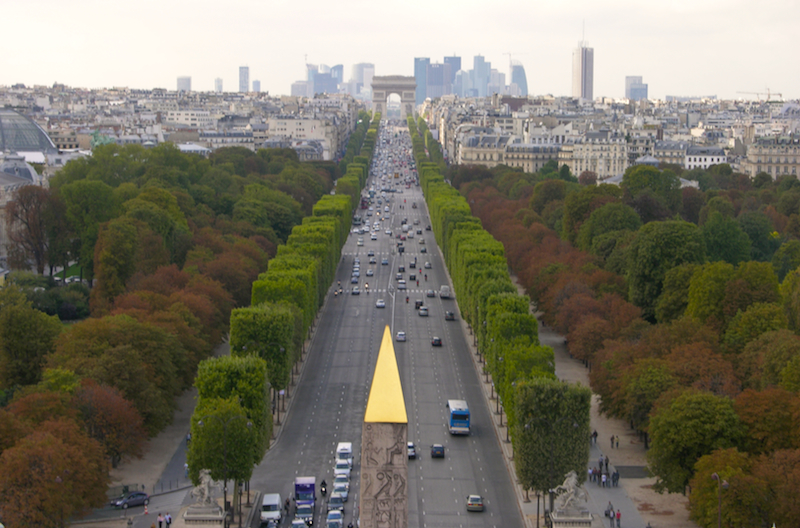
パリのシャンゼリゼ通り

ブールバール（仏: Boulevard）は、街路樹や側道などを備えた広い道路。通常は片側2車線以上の広さがあり、自転車や歩行者のための側道などを備え、街路樹など景観にも配慮がされる。元々は19世紀パリで構築されシャンゼリゼ通りを代表例とするスタイルだが、都市計画上の手本とされるようになり、こうした高規格の大通りをブールバールと呼ぶ例がフランス各地や世界各国にも存在している。

## フランス

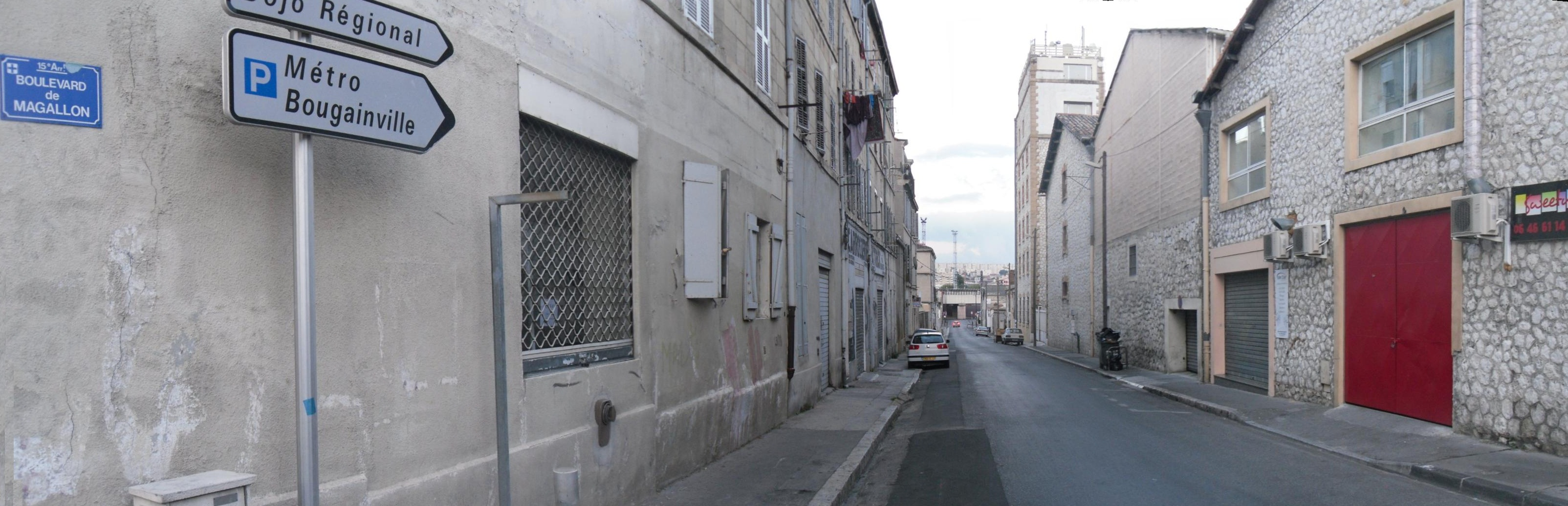
マルセイユの路地 Boulevard de Magallon

元来Boulevardは城壁上の通路を指す語であったが、パリではルイ14世が城壁を壊して跡地を道路としたことから大通りを意味するようになった。19世紀ナポレオン3世治下のセーヌ県知事ジョルジュ・オスマンが取り組んだパリ改造によって、城壁とは無関係に新たな大通りが作られ街路樹などが整備された。
パリでは1860年以降、環状街路に Boulevard（ブールバール、ボーマルシェ大通りやペリフェリックなど）、放射状街路に Avenue（アベニュー、シャンゼリゼ大通りなど）と名付ける規則になっているが、それ以前に作られた大通りには例外もある。なお南仏のマルセイユやトゥーロンなどでは、街路樹のないような小さな街路にもBoulevardと名付けられている例がある。bvdまたはbdと省略表記される。

## 英語圏諸国
英語圏ではブールバードのように発音し、しばしばBlvdと省略表記される。
特に都市計画に基づいて街が形作られてきた米国では、下記のような区分で通りが名付けられる傾向にある。
基本概念は「ロード (Road)」と「ストリート (Street)」であり、通りの広さや形状・立地に応じて名前が派生していった経緯がある。
- ロード (Road)：ある地点と別の地点を結ぶ道路
- ウェイ (Way)：「ロード」から分岐する脇道
- ストリート (Street)：「ロード」の両側に建物が並んだもの
- アヴェニュー (Avenue)：「ストリート」と交差する通り。「ストリート」と同じく、通りの両側に建物が並んでおり、また都市計画の成り立ちとして「ストリート」同士をつなぐ道路として位置付けられているため「ストリート」に比べると大きな通りが多く、歩道部分に植栽がある
- ブールバード (Boulevard)：幅の広い道路で、道路の中央に植栽などの中央分離帯が設けられている。住宅街や商業エリアから通過交通を誘導する用途の道路である。
- レーン (Lane)：通過交通用の道路だが狭い通り。中央分離帯がなく、それゆえブールバードの反意的扱いの通りに用いられる。
- ドライブ (Drive)：海沿いや山沿いなど、土地の形状に沿って、曲がったりしている「ロード」
- プレイス (Place)：行き止まりになっている「ストリート」で通過ができない通り。だが後の開発で他の道路とつながり通過が可能になっている場合も多い。
- アリー (Alley)：建物に囲まれたエリアや敷地内を通る狭い道。車が通れない場合も多い。

イギリスではブールバードという語は通りの名に使われず、そう呼べるような高規格な街路自体があまり一般的ではない。たとえばオックスフォード・ストリートはロンドンを代表する大通りであるが、道幅は狭く街路樹も一部にしか存在しない。ロンドンでは1666年の大火事の後に大規模な街路整備が計画されたものの実現しなかったのである。ノッティンガムやミルトン・キーンズなどで規模の大きな例を見ることができる。アイルランドでも同様であるが、ダブリンにはブールバール式の巨大な街路があり、また近年の住宅開発にともなってブールバードと名付けられた通りが増えてきている。
アメリカ合衆国やカナダでは通りの名称として非常に普及している。シカゴやシアトルは大規模な街路で構成された都市として著名な例である。しかしカリフォルニア州でのように、大通りだけではなく山間へ続く2車線道路にまで名付けられている場合もある。
オーストラリアではBoulevardeと綴る例が多いほか、ブールバール式の街路が各地に存在している。

## その他ヨーロッパ諸国

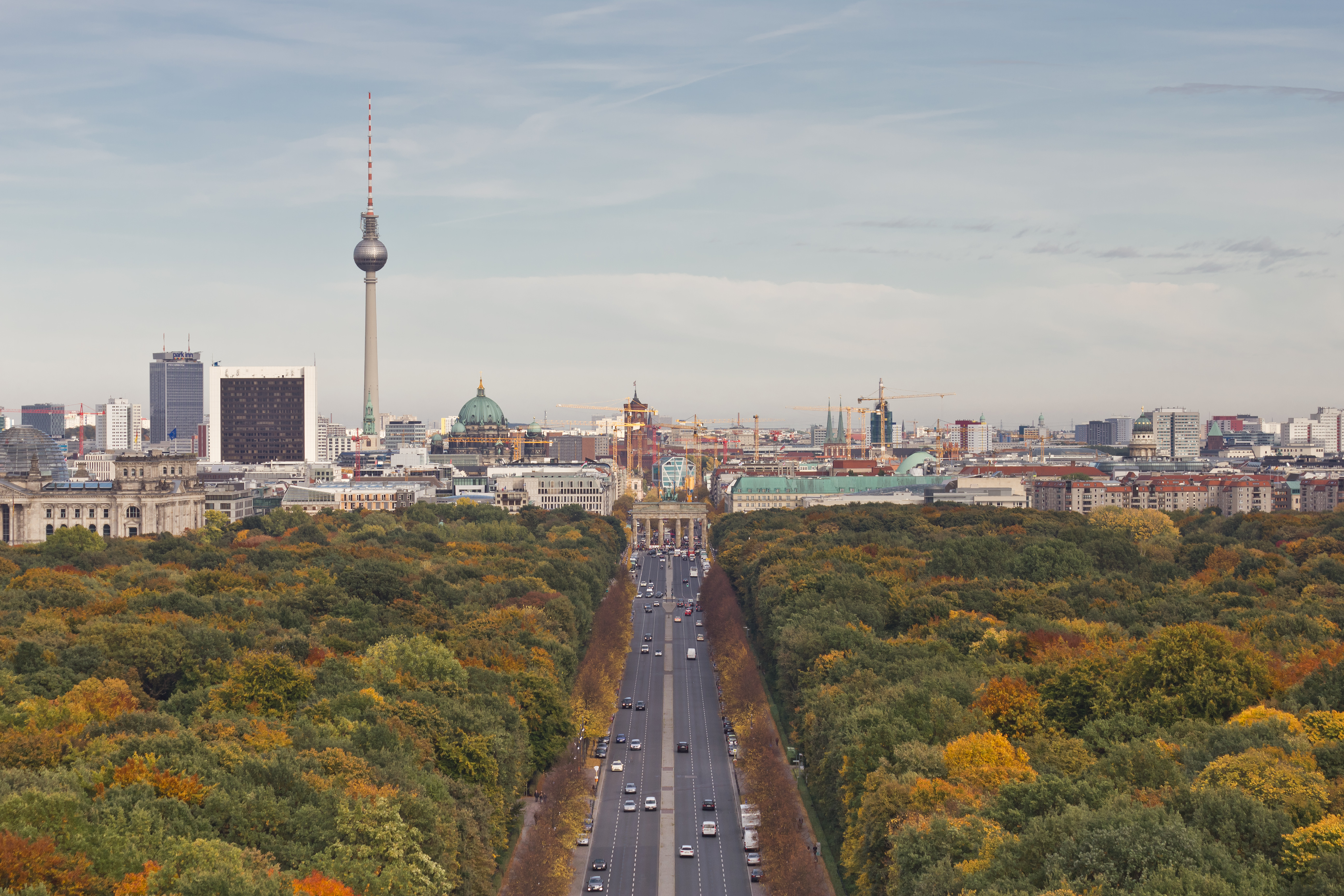
ベルリン（パリのシャンゼリゼ通りに類似する）

ロシアのモスクワには、パリ同様に城壁の跡地を整備した環状の大通りБульва́рное кольцо́がある。オーストリア・ウィーンのリングシュトラーセやイタリア・フィレンツェの環状道路（Viali di Circonvallazione）も城壁の跡地を大通りとして整備したものである。
ドイツ・ベルリンのカール・マルクス通り（Karl-Marx-Allee）はブールバール式の巨大街路として有名である。

## ラテンアメリカ
スペイン語圏ではBulevarと呼ばれ、Blvrと省略表記される。ポルトガル語でもBulevarとなるのだが、ブラジルではBoulevardと綴る場合が多い。

## アジア
イスラエルのテルアビブは当初ブールバール式の街路を用いて計画された都市であり、現在でもそうした街路がテルアビブを印象づけている。中でもロスチャイルド・ブールバード（Rothschild Boulevard）は目抜き通りとして有名である。これはロスチャイルド家のエドモンド・ジェイムス・ロスチャイルドの功績をたたえて命名された。台湾では、台北市の旧城壁の跡地を利用して作られた三線道路がブールバール式の街路として知られている。また高雄市のMRTの駅に、美麗島（Formosa Boulevard）という駅がある。

## 日本

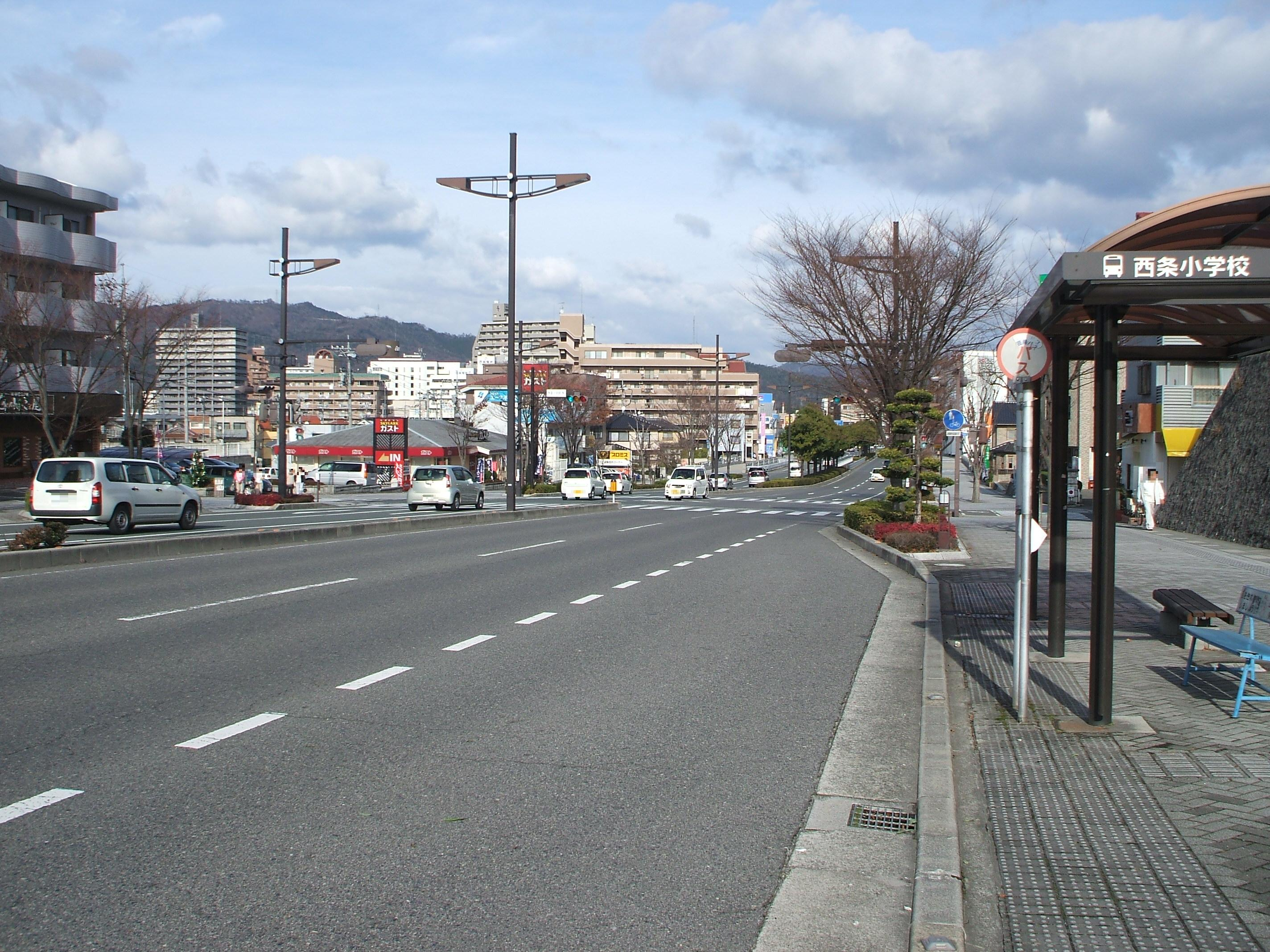
ブールバール（東広島市）

広小路や大通りに相当するが、日本にもこの名称をもつ道路がいくつかある。また治外法権の在日米軍基地内にBlvdを称する道路がある（例：嘉手納飛行場のDouglas Blvd等）
- 富山駅北側の道路 - 富山県富山市、通称「ブールバール」。富山地方鉄道富山港線の走る道路の横には、幅30m（全幅60m）のモダンな道が整備してあり、富岩運河環水公園（カナルパーク）まで伸びている[2]。
- 広島県道195号・東広島市道 - 広島県東広島市、通称「ブールバール」。西条駅と広島大学を結ぶ東広島市のメインストリート。
- 平和大通り - 広島県広島市、英語名「Peace Boulevard」。広島平和記念公園南側を通り、幅100m、長さ4kmにわたる公園道路。
- 海峡メッセ北側の市道 - 山口県下関市、通称「ブールバール通り」。細江地区・旧国鉄貨物ヤード跡再開発地区の中央に敷かれた道路。